# Александровка (Майнський район)
Александровка (рос. Александровка) — присілок в Майнському районі Ульяновської області Російської Федерації.
Населення становить 21 особу. Входить до складу муніципального утворення Ігнатовське міське поселення.

## Історія
Від 2004 року входить до складу муніципального утворення Ігнатовське міське поселення.

## Населення
| 2010 |
| ---- |
| 21   |